# ناماتا جاکو
ناماتا جاکو (به ژاپنی: 沼田麝香 Numata Jakō)؛ ۱ ژانویهٔ ۱۵۴۴ – ۴ سپتامبر ۱۶۱۸) همسر سامورایی هوسوکاوا فوجیتاکا و مادر هوسوکاوا تادائوکی اهل شوگون‌سالاری آشیکاگا بود.